# (16946) Farnham
Farnham (asteroide nº 16946 según el MPC) es un asteroide perteneciente al cinturón de asteroides que orbita entre Marte y Júpiter. Su nombre hace referencia al astrónomo estadounidense Tony L. Farnham.
Fue descubierto el 25 de abril de 1998 por el LONEOS desde la Estación Astronómica de Anderson Mesa, en Flagstaff (Arizona), Estados Unidos.